# Moroi
Un moroi (de vegades moroii a la ficció moderna; pl. Moroi) és un tipus de vampir o fantasma del folklore romanès. Una dona moroi s'anomena moroaică (pl. Moroaice). En algunes versions, un moroi és un fantasma d'un mort que surt de la tomba per treure energia dels vius.
Els moroi s'associen sovint amb altres figures del folklore romanès, com ara strigoi (un altre tipus de vampir), vârcolac (home llop) o pricolici (home llop). Com passa amb la majoria de conceptes de folklore, les característiques exactes atribuïdes a moroi són variables d'una font a una altra. Wlisłocki ha informat la creença que el fill d'una dona embarassada per un nosferat (una mena de malson -vampire) seria extremadament lleig i cobert de pèl gruixut, molt ràpidament convertint-se en un Moroi.
De vegades també es fa referència a les històries modernes com la descendència viva de dos strigoi. També pot significar un infant que va morir abans de ser batejat. Els orígens del terme "moroi" no són clars, però l'Acadèmia Romanesa creu que es podria originar a partir de la paraula eslava antiga mora ("malson") - cf. Kikimora russa. Otila Hedeşan assenyala que moroi es forma utilitzant el mateix sufix augmentatiu que strigoi (juntament amb el bosorcoi relacionat) i considera que aquesta derivació paral·lela indica la pertinença al mateix "micro-sistema mitològic". El sufix "-oi" converteix notablement els termes femenins al gènere masculí, a més d'invertir-lo sovint amb una complexa barreja d'augment i pejoració.

## Ficció fantàstica
El concepte de "moroi" i "strigoi" s'ha ficcionat en la cultura popular, una mica menys sovint que els vampirs tradicionals.
- Vampire Academy de Richelle Mead. A la sèrie Academy, els Moroi són coneguts com a vampirs mortals amb una vida normal i la mort. Solen tenir poders màgics, evitar massa llum solar i beure la sang dels humans i dels híbrids humans.
- A la novel·la Una qüestió de gust de la sèrie Dracula de Fred Saberhagen, el vampir gitano Constantia utilitza Moroi com a paraula genèrica per a vampir i es refereix a Dràcula com a Moroi. Aquesta sèrie no diferencia entre Strigoi i Moroi.
- El joc de rol Vampire: The Requiem Ordo Dracul els inclou com una línia de sang vampir que és l'amalgama dels clans bàsics Gangrel i Nosferatu.
- L'habitant sobrenatural de la torre de la novel·la de 1981 de F. Paul Wilson The Keep implica que és un moroi.
- Al suplement de Pathfinder Roleplaying Game Blood of the Night, el terme Moroi s'aplica a la plantilla de vampir de referència que es troba al Bestiari per tal de distingir-la del vell Nosferatu més antic i primordial introduït a Blood of the Night.
- Tant els Moroi com els Strigoi apareixen al manga Holy Knight, amb la diferència que Moroi al manga no és immortal com els Strigoi.
- Els termes "moroi" i "strigoi" també s'utilitzen a la sèrie de còmics Archie Horror Vampironica, amb algunes redefinicions. Moroi és el terme per a vampirs no-morts, que s'aixequen de la tomba després de ser drenats de la sang per un altre vampir; Els Strigoi es defineixen com a vampirs "vius", éssers humans infectats amb vampirisme encara vius.[5]
- El terme "moroi" també s'utilitza a la sèrie YouTube Impulse per descriure aquells que tenen el poder de teleportació, tot i que això només s'aplica a dos personatges que provenen de Romania.[6]
- Al videojoc Resident Evil Village, els moroi són enemics habituals al castell Dimitrescu, un dels llocs principals del joc.[7]